# Біласа-да-Мар
Біласа-де-Мар (Vilassar de Mar) — село в комарці Марезмі в Каталонії, Іспанія. Він розташований на узбережжі між Преміа-де-Мар і Кабрера-да-Мар, на північний схід від Барселоні. Місто є одночасно туристичним центром і спальним містом для Барселони, а також відоме своїм садівництвом. Головна дорога N-II і залізнична лінія RENFE проходять через місто, тоді як місцева дорога з'єднує муніципалітет з C-32 autopista у Віласар-де-Дальт і Матаро та Барселоною. Відома консервна компанія DANI базується у Віласар-де-Мар, походить від родини Віласар.